# 박연선
박연선은 대한민국의 드라마 작가, 시나리오 작가이다.

## 작품 활동

### TV 드라마
- 2020년 JTBC 월화드라마 《검사내전》크리에이터
- 2017년 JTBC 금토드라마 《청춘시대 2》
- 2016년 JTBC 금토드라마 《청춘시대》
- 2012년 KBS 수목드라마 《난폭한 로맨스》
- 2011년 KBS 드라마 스페셜 연작 시리즈 《화이트 크리스마스》
- 2010년 KBS 드라마 스페셜 《무서운 놈과 귀신과 나》
- 2007년 KBS 월화드라마 《얼렁뚱땅 흥신소》
- 2006년 SBS 월화드라마 《연애시대》
- 2004년 SBS 드라마 스페셜 《파란만장 미스김 10억 만들기》
- 2004년 MBC 베스트극장 《사랑한다 말하기》
- 2003년 MBC 베스트극장 《지고는 못살아》
- 2002년 MBC 베스트극장 《얼음 마녀 장례식에 와주세요》

### 영화
- 《파파》 (2012) - 각색
- 《백야행 - 하얀 어둠 속을 걷다》 (2009) -  번안, 각색
- 《꽃미남 연쇄 테러사건》 (2007) - 각본
- 《날나리 종부전》 (2008) - 원안
- 《여선생 VS 여제자》 (2004) - 각색
- 《신부수업》 (2004) - 각색
- 《그녀를 믿지 마세요》 (2004) - 각색
- 《대한민국 헌법 제1조》 (2003) - 각색
- 《동갑내기 과외하기》 (2003) - 각본

### 저서
- 《여름, 어디선가 시체가》 (2016)